# Godehoc
Godehoc of Goduoc was omstreeks 480-490 een hoofdeling (hertog) van de Longobarden. Hij was de opvolger van Hildeoc.
Ten tijde van Godehoc verhuisden de Longobarden van de huidige Duitse deelstaat Saksen en Bohemen, naar het gebied waar voorheen de Rugiërs woonden (Oostenrijk).  
Godehoc werd opgevolgd door zijn zoon Claffo.